# Moulay Slimane-moskee
De Moulay Slimane-moskee is een moskee in de medina van Rabat, de hoofdstad van Marokko. Het werd in 1812 gebouwd door de Alawitische sultan Moulay Slimane, naar wie het is vernoemd. Het is de op één na grootste moskee van de medina ten noorden van de Andalusische muur (langs wat nu Avenue Hassan II is), gelegen op de kruising van de Souika-straat en de Sidi Fateh-straat, dicht bij de Bab Bouiba-poort. De moskee heeft een oppervlakte van 1000 vierkante meter en de minaret is 32 meter hoog. Het heeft een traditionele indeling voor een Marokkaanse moskee, met een binnenplaats (sahn) en een gebedsruimte in hypostijl.